# Allobates goianus
Allobates goianus é uma espécie de anfíbio que possui nome comum de: Goias Rocket  Frog (Frost 2012). É uma espécie pertencente a ordem Anura e família Aromobatidae. É uma espécie endêmica do Brasil e do Cerrado, conhecida apenas de três localidades no estado de Goiás, Parque Nacional da Chapada dos Veadeiros , Floresta Nacional de Silvânia e Serra da Mesa (essa última, suprimida pelo enchimento de reservatório da Usina Hidrelétrica).
Calcula-se que sua extensão de ocorrência seja de 1.888,18 km². Outros esforços de amostragem entre as localidades conhecidas têm sido realizados (municípios de Niquelândia, Barro Alto e Pirenópolis e no Distrito Federal), porém não houve registro da espécie.
Além disso, a espécie ocorre em matas, que vem sendo fragmentadas ao longo do trecho entre a Chapada dos Veadeiros e Silvânia, indicando que a população também esteja fragmentada, sofrendo isolamento geográfico e genético. A localidade de Serra da Mesa foi alagada pelo empreendimento hidrelétrico, e mesmo com trabalhos contínuos a espécie não foi reencontrada, na subpopulação de Silvânia cada vez menos indivíduos têm sido encontrados e há declínio continuado da qualidade do habitat, como consequência do desmatamento, extração de madeira para carvoarias e mineração. Por isso, Allobates goianus é avaliada como Dados Insuficientes (DD) sob o critério B1ab (iii,iv).

## Distribuição Geográfica
Allobates goianus é uma espécie eu só possui ocorrência no Brasil, ocorre no bioma Cerrado, no estado do Goiás, nas localidades do Parque Nacional da Chapada dos Veadeiros (Bokermann 1975), Floresta Nacional de Silvânia (Bastos et al. 2003) e Serra da Mesa (Pacífico 2011), no entanto, essa última localidade foi alagada com o enchimento do reservatório da Usina Hidrelétrica Serra da Mesa. Outros esforços contínuos de amostragem entre as localidades conhecidas têm sido realizados (municípios de Niquelândia, Barro Alto e Pirenópolis e no Distrito Federal), porém não houve registro da espécie. Sua extensão de ocorrência calculada é de 1.888,18 km2, tomado por base o mínimo polígono convexo a partir dos pontos de registros.

## População
A tendência populacional é desconhecida por não existir estudos suficientes para evidenciar uma variação no tamanho da população desta espécie, entretanto, há indícios de que a subpopulação de Silvânia esteja declinando e a subpopulação de Serra da Mesa foi suprimida pelo empreendimento hidrelétrico (Usina Hidrelétrica Serra da Mesa), pois mesmo com trabalhos contínuos na região a espécie não foi reencontrada.

## Habitat e Ecologia
É uma espécie diurna de pequeno porte e ocupa a riachos temporários de encostas pedregosas e floresta de galeria (Bastos et al. 2003),(Bokermann 1975). Sua reprodução possivelmente ocorre na mata, com a deposição de seus ovos sobre o chão da floresta, posteriormente, os ovos são carregados para a água sobre o dorso do adulto (Colli et al. 2004).

## Ameaças e Uso (legal e ilegal)
As maiores ameaças para o habitat desta espécie são as atividades agropastoris, juntamente com o  desmatamento (pastagem, extração de madeira para carvoaria), mineração, poluição advinda de atividade agrícola e a construção de represas (Colli et al. 2004) Devido a essas ameaças seu habitat encontra-se bastante fragmentado, assim podemos considerar que a a população também esteja fragmentada, sofrendo isolamento geográfico e genético. E assim, a dificuldade para encontrar indivíduos da espécie está cada vez mais difícil.

## Presença em Unidades de Conservação e/ou Áreas Protegidas
Parque Nacional da Chapada dos Veadeiros, Floresta Nacional de Silvânia e Área de Proteção Ambiental Pouso Alto.